# Comissão Permanente do Livro do Mérito
A Comissão Permanente do Livro do Mérito, ou simplesmente Livro do Mérito, é uma ordem honorífica brasileira destinada aos civis nacionais. Configura-se, no entanto, de maneira sui generis, pois em vez de insígnias, são expedidos aos galardoados diplomas, cujos nomes são inscritos no Livro do Mérito, muito aos moldes do Livro de Aço dos Heróis da Pátria.

## História
A honraria foi criada pelo Decreto-Lei Nº 1.706, de 27 de outubro de 1939.
Os cidadãos inscritos no Livro de Mérito farão jus à prisão especial (art. 295, IV, Código de Processo Penal).
Isso significa que o cidadão será recolhido em estabelecimento distinto do comum ou em cela distinta dentro do mesmo estabelecimento, bem como não será transportado junto do preso comum.